# Philippe Boucher

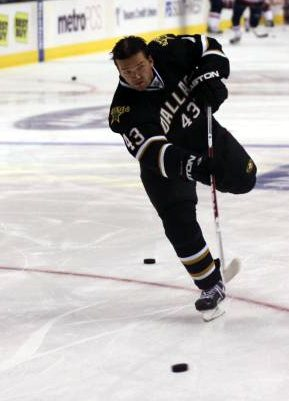
Philippe Boucher

Philippe Boucher, född 24 mars 1973 i Québec, Kanada, är en fransk-kanadensisk före detta professionell ishockeyspelare. Han spelade för ett flertal NHL klubbar under sin aktiva karriär, varav hans främsta är från säsongen 2006-07 då han noterades för 51 poäng (varav 19 mål) på 76 spelade matcher. Han blev draftad som 13:e totalt av NHL-laget Buffalo Sabres. 

## Klubbar i NHL
- Buffalo Sabres
- Los Angeles Kings
- Dallas Stars
- Pittsburgh Penguins